# Zorile, Caraș-Severin
Zorile (1924: Zoltanfalva) este un sat în comuna Copăcele din județul Caraș-Severin, Banat, România.
Satul este printre cele mai tinere așezări din Banat. A fost înființat la începutul secolului al XX-lea de ucraineni aduși la muncă în pădurile din zonă. Prima atestare documentară a satului datează din 1910, însă primele locuințe care au format vatra satului au fost ridicate între 1907-1910. Ucrainenii erau originari din nordul Maramureșului istoric, din zona Carpaților păduroși. Ei s-au stabilit, pentru a munci, în Banat și au înființat câteva sate, printre care și Zorile. Printre cei care au înființat satul s-au numărat: Ternauciuc Ion, Lepei Tudor, Taistra Gheorghe, Bobic Hreți, Bureșin Ivanco,Laurovici Mihail, Lauroveci Vasile, Bâncalo Havrelo (primul primar), Valadiurdi Vasile etc. Satul a fost construit de-a lungul unui pârâu, fără să fie sistematizat. Deja în 1910-1911, la numai câțiva ani de la construirea primelor case, Zorile avea în jur de 150 de gospodării, toate de ucraineni, astfel că procesul de închegare a localității era terminat.
Primul nume sub care a fost înregistrată localitatea de către autoritățile maghiare a fost Zoltanfalva (în traducere „satul lui Zoltan”). La început a fost arondat comunei Zgribești (azi în județul Timiș). După unirea Banatului cu România, numele s-a mai păstrat câțiva ani, iar între 1922-1923 a fost schimbat în actualul nume, „Zorile”. Despre originea numelui s-au formulat mai multe ipoteze, unele bazate pe tradiții locale. Cert este că acest nume are aceeași rădăcină - "Zor" - cu alte două sate vecine: Zorlenț și Zorlencior, ceea ce ar putea explica adoptarea unui nume apropiat ca formă.
Începând cu 1953, Zorile a trecut din administrarea comunei Zgribești în componența comunei Copăcele. În perioada comunistă satul a fost cruțat de colectivizare.